# Ewald Funke
Ewald Funke (* 30. Juli 1905 in Remscheid; † 4. März 1938 in Berlin-Plötzensee) war ein deutscher Widerstandskämpfer gegen den Nationalsozialismus.

## Leben
Funke, Sohn eines Möbeltischlers, wuchs in Remscheid auf. Nach seiner Ausbildung zum kaufmännischen Angestellten arbeitete er bis zum März 1933 beim Wuppertaler Arbeitsamt.
1919 wurde Funke Mitglied der Sozialistischen Proletarier-Jugend der USPD, 1921 des KJVD.
Im April und Mai 1933 war er inhaftiert; seit August 1933 arbeitete er illegal für die KPD im Bezirk Düsseldorf, u. a. als stellvertretender Leiter der Abteilung Militärpolitik, dem Nachrichtendienst der KPD, in Wuppertal. Im Frühjahr 1934 floh Funke nach Amsterdam. Im Sommer 1934 wurde er von der KPD-Abschnittsleitung West zur Inlandsleitung nach Berlin delegiert. Im Anschluss ging Funke nach Prag und leitete bis Ende 1934 Schulungskurse für Emigranten. Ende 1935 kam er als Instrukteur über Zürich nach Stuttgart. Zusammen mit Max Stingl überschritt er mehrfach die deutsch-schweizerische Grenze. Beide halfen die durch Verhaftungen geschwächte KPD-Bezirksleitung Stuttgart neu zu organisieren und den Widerstand in den Rüstungsbetrieben von Daimler-Benz und Bosch zu verstärken. Bei seiner dritten Inlandsreise im Mai 1936 wurde Funke zusammen mit Stingl bei Gmünd durch die Gestapo verhaftet. Am 16. August 1937 wurde Funke vom Volksgerichtshof verurteilt und am 4. März 1938 in Berlin-Plötzensee hingerichtet.
Funkes jüngerer Bruder Otto war auch im antifaschistischen Widerstand aktiv und wurde später Vorsitzender der Zentralleitung des Komitees der Antifaschistischen Widerstandskämpfer in der DDR.